# Otididae
Ordre
Famille
Les Otididae sont une famille d'oiseaux terrestres trapus, des outardes, de taille grande à moyenne (de 40 à 120 cm), au long cou et longues pattes. C'est la seule famille de l'ordre Otidiformes.

## Biologie

### Mode de vie
Les otidiformes sont de grands oiseaux essentiellement terrestres (mais capables de voler), habitant les endroits secs à végétation plutôt rase. Ils sont généralement solitaires, et ne se regroupent que pour la reproduction ou la migration (pour les espèces concernées). Ils peuvent supporter des chaleurs de 60 °C[réf. nécessaire].

### Reproduction
Les femelles pondent 2, 3 et plus rarement 4 œufs entre mi-avril et mi-juin, une fois par an dans la nature. L'incubation dure 22 jours, mais au 21e jour les poussins font un trou dans leur coquille, ils commencent alors à respirer, ce phénomène s'appelle le pipage. Le 22e jour, en moins d'une heure, le poussin va briser sa coquille. Les femelles adultes pèsent en moyenne 1,5 kg et les mâles 2 kg.

### Alimentation
Ils se nourrissent de fourmis, grillons, criquets et autres insectes, les plantes constituent également une partie non négligeable de leur alimentation.

## Répartition
Ces oiseaux vivent dans l'Ancien Monde, d'Eurasie jusqu'en Australie, avec la plus grande diversité en Afrique. Les outardes fréquentent les plaines herbeuses, les steppes et les déserts, avec peu de végétation en régions tropicales ou tempérées chaudes.
Deux populations d’outardes vivent en France. L'une, migratrice, est surtout présente en Poitou-Charentes, où sa population a toutefois chuté de 95 % depuis les années 1970. L'autre, sédentaire, vit sur le pourtour méditerranéen.

## Taxonomie
- Sous-famille Lissotinae Verheyen 1957 non Benesh 1955
  - Lissotis (f.) Reichenbach, 1848
    - Lissotis melanogaster – Outarde à ventre noir
    - Lissotis hartlaubii – Outarde de Hartlaub
- Sous-famille Neotinae Verheyen 1957
  - Ardeotis (f.) Le Maout, 1853
    - Ardeotis arabs – Outarde arabe
    - Ardeotis kori – Outarde kori
    - Ardeotis nigriceps – Outarde à tête noire
    - Ardeotis australis – Outarde d'Australie

  - Neotis (f.) Sharpe, 1893
    - Neotis ludwigii – Outarde de Ludwig
    - Neotis denhami – Outarde de Denham
    - Neotis heuglinii – Outarde de Heuglin
    - Neotis nuba – Outarde nubienne
- Sous-famille Otidinae Gray 1841
  - Afrotis (f.) G.R. Gray, 1855
    - Afrotis afra – Outarde korhaan
    - Afrotis afraoides – Outarde à miroir blanc

  - Chlamydotis (f.) Lesson, 1839
    - Chlamydotis undulata – Outarde houbara
    - Chlamydotis macqueenii – Outarde de Macqueen

  - Eupodotis (f.) Lesson, 1839
    - Eupodotis senegalensis – Outarde du Sénégal
    - Eupodotis caerulescens – Outarde plombée
    - Eupodotis vigorsii – Outarde de Vigors
    - Eupodotis rueppelii – Outarde de Rüppell
    - Eupodotis humilis – Outarde somalienne

  - Houbaropsis (f.) Sharpe, 1893
    - Houbaropsis bengalensis – Outarde du Bengale

  - Lophotis (f.) Reichenbach 1848
    - Lophotis savilei – Outarde de Savile
    - Lophotis gindiana – Outarde d'Oustalet
    - Lophotis ruficrista – Outarde houppette

  - Otis (f.) Linnaeus, 1758
    - Otis tarda – Grande Outarde

  - Sypheotides (m.) Lesson, 1839
    - Sypheotides indicus – Outarde passarage

  - Tetrax (m.) Forster, 1817
    - Tetrax tetrax – Outarde canepetière

## Synonymie
Au Canada, le nom outarde désigne parfois familièrement la Bernache du Canada (par exemple dans le toponyme québécois rivière aux Outardes), à cause de la ressemblance entre la bernache du Canada et l'Outarde Canepetière Mâle. Il s'agit pourtant de deux oiseaux totalement différents, l'outarde étant un oiseau terrestre avec un bec pointu et des pattes ressemblant à ceux des poules alors que la bernache est un oiseau aquatique avec un bec rond et des pattes palmées comme ceux d'une oie.
L'utilisation du terme remonte à l'arrivée des premiers colons et perdure encore aujourd'hui.

## Histoire
En 400 avant Jésus Christ, lors de l'expédition des Dix-Mille mercenaires grecs menée par Cyrus le Jeune pour renverser son frère Artaxerxès II, un témoin direct de l'expédition, l'historien grec Xénophon mentionne au chapitre V de l'Anabase la présence d'outardes sur la rive droite de l'Euphrate. Il décrit leur chair comme étant savoureuse.
L'outarde était supposément l'animal préféré de l'amiral chinois Zheng He.

## Galerie

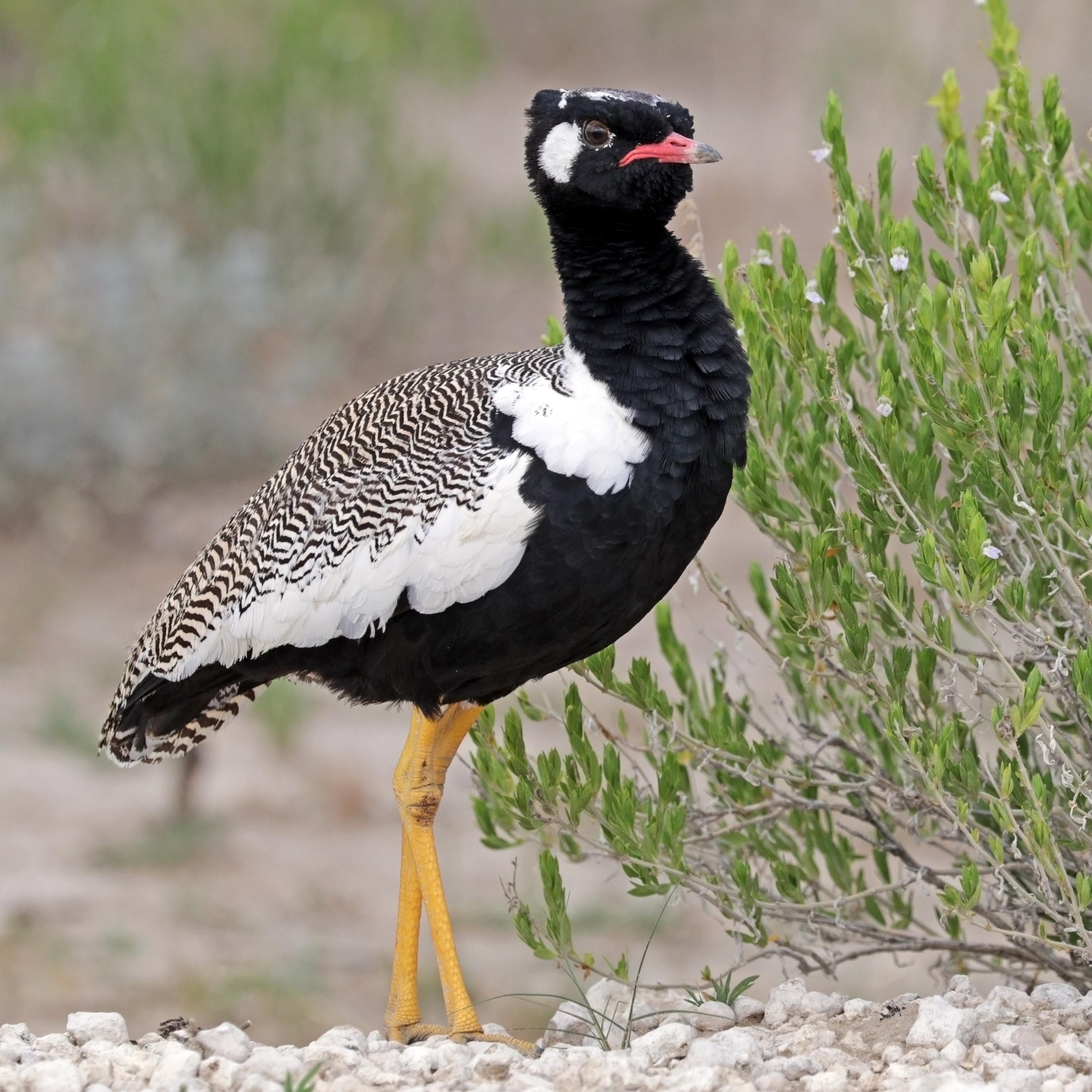
Afrotis afraoides
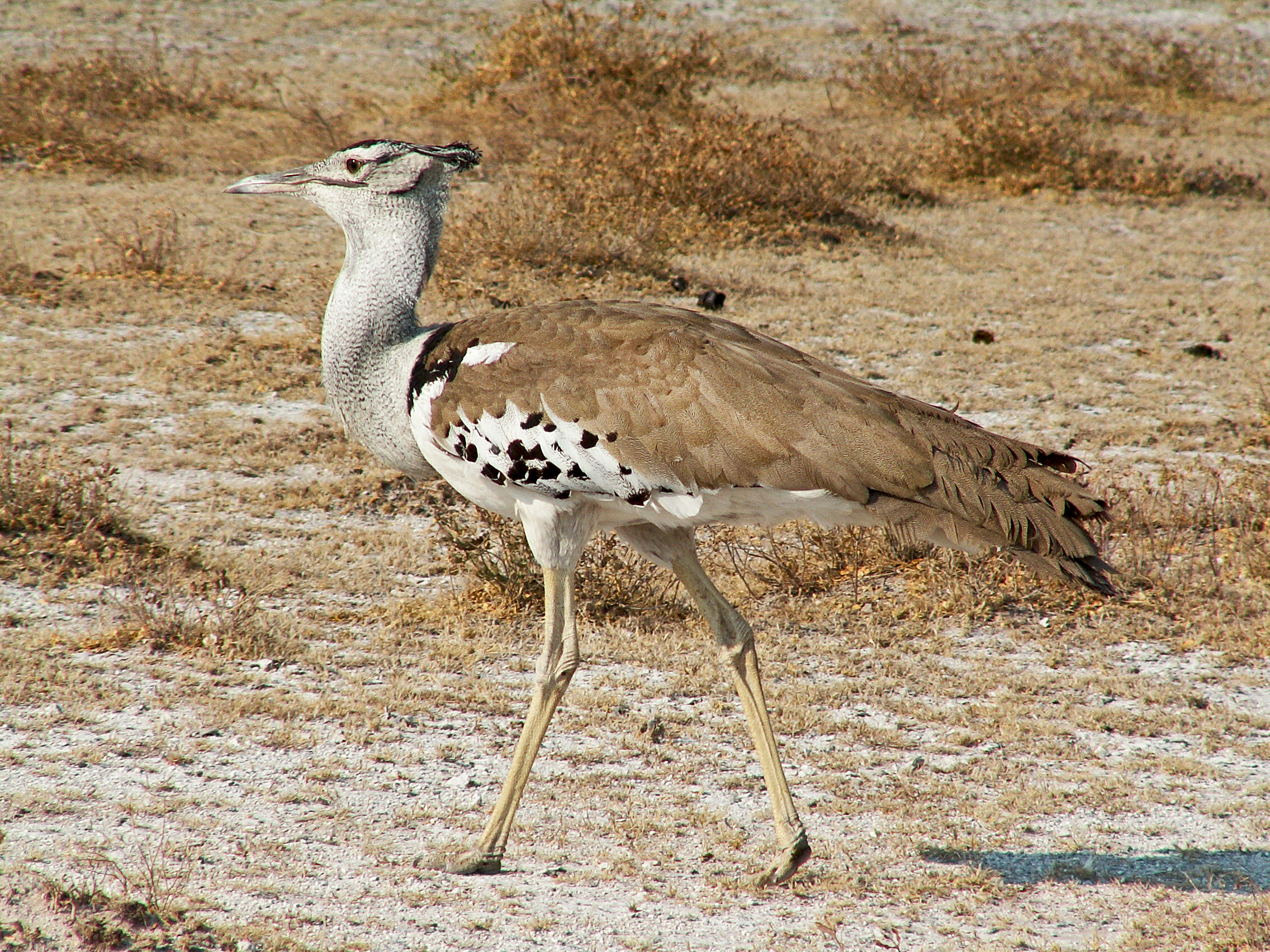
Ardeotis kori
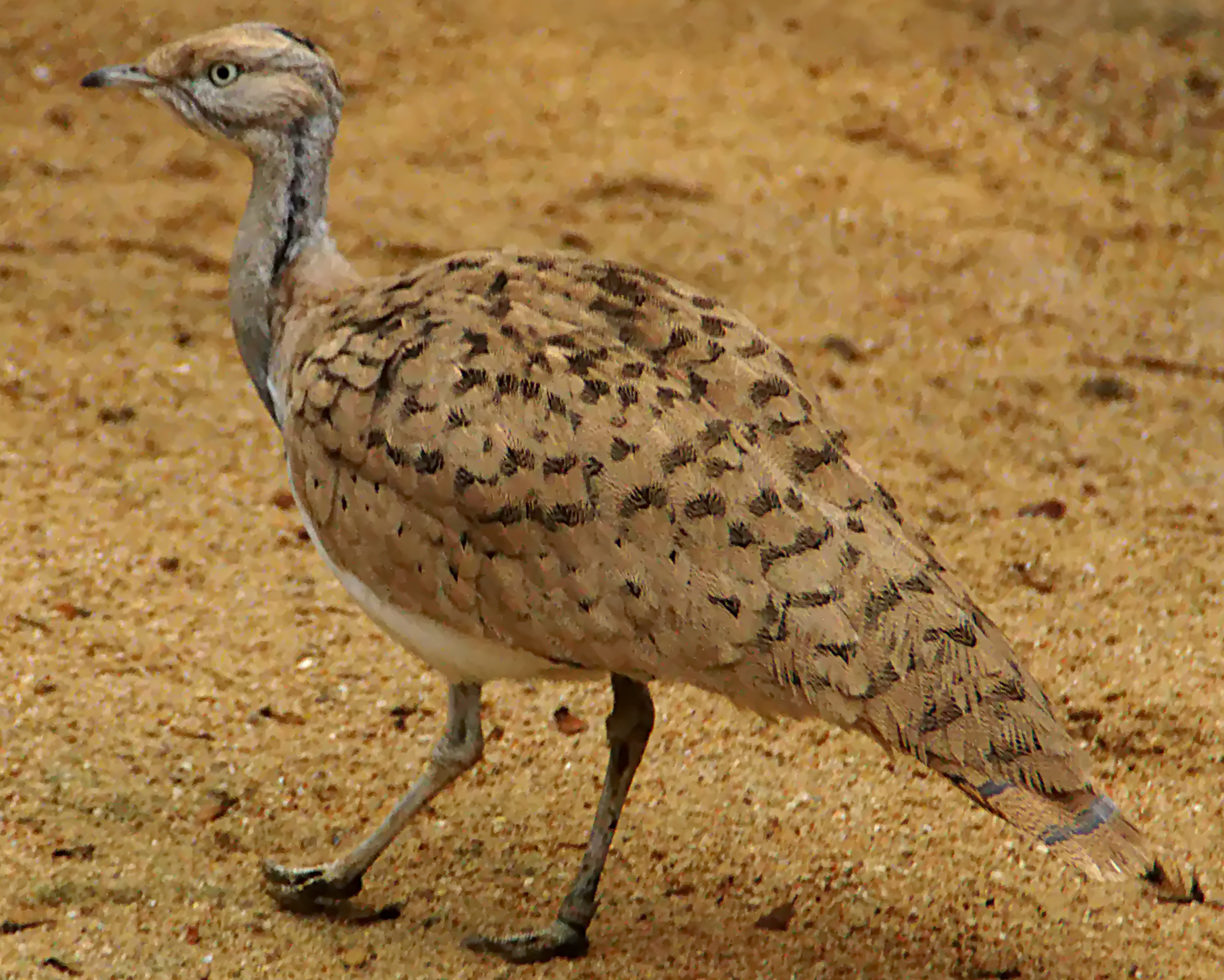
Chlamydotis macqueenii
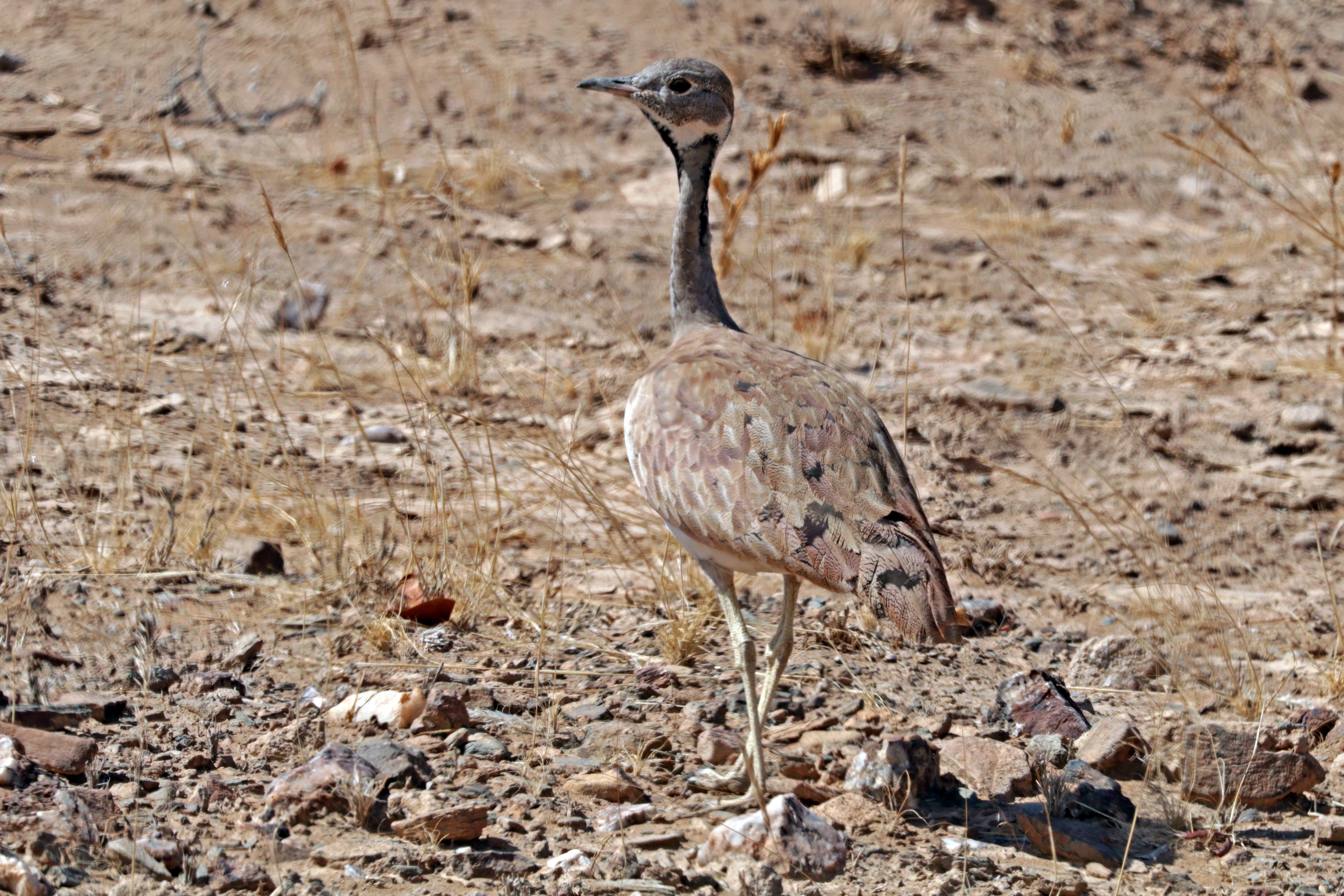
Eupodotis rueppellii
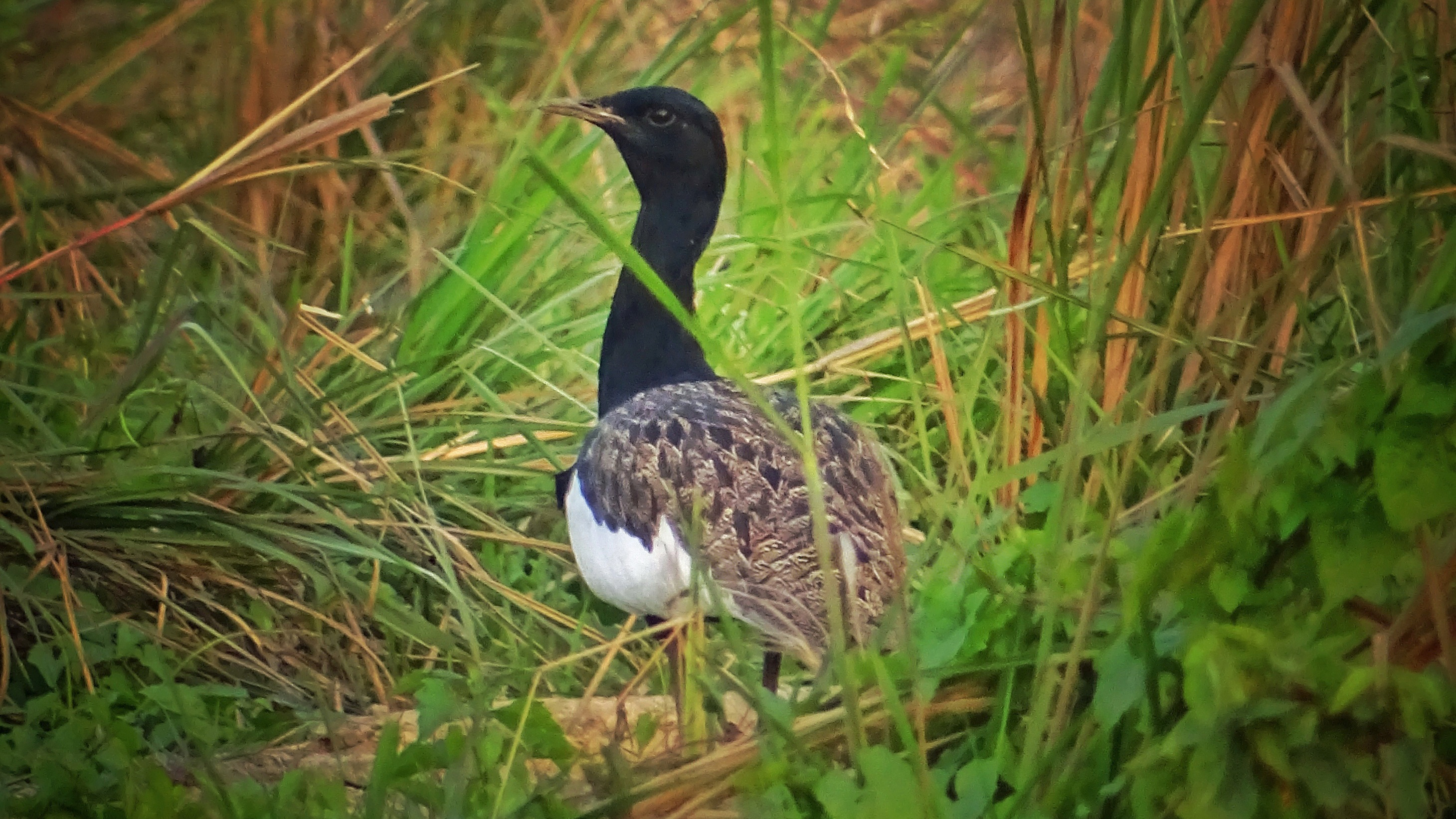
Houbaropsis bengalensis
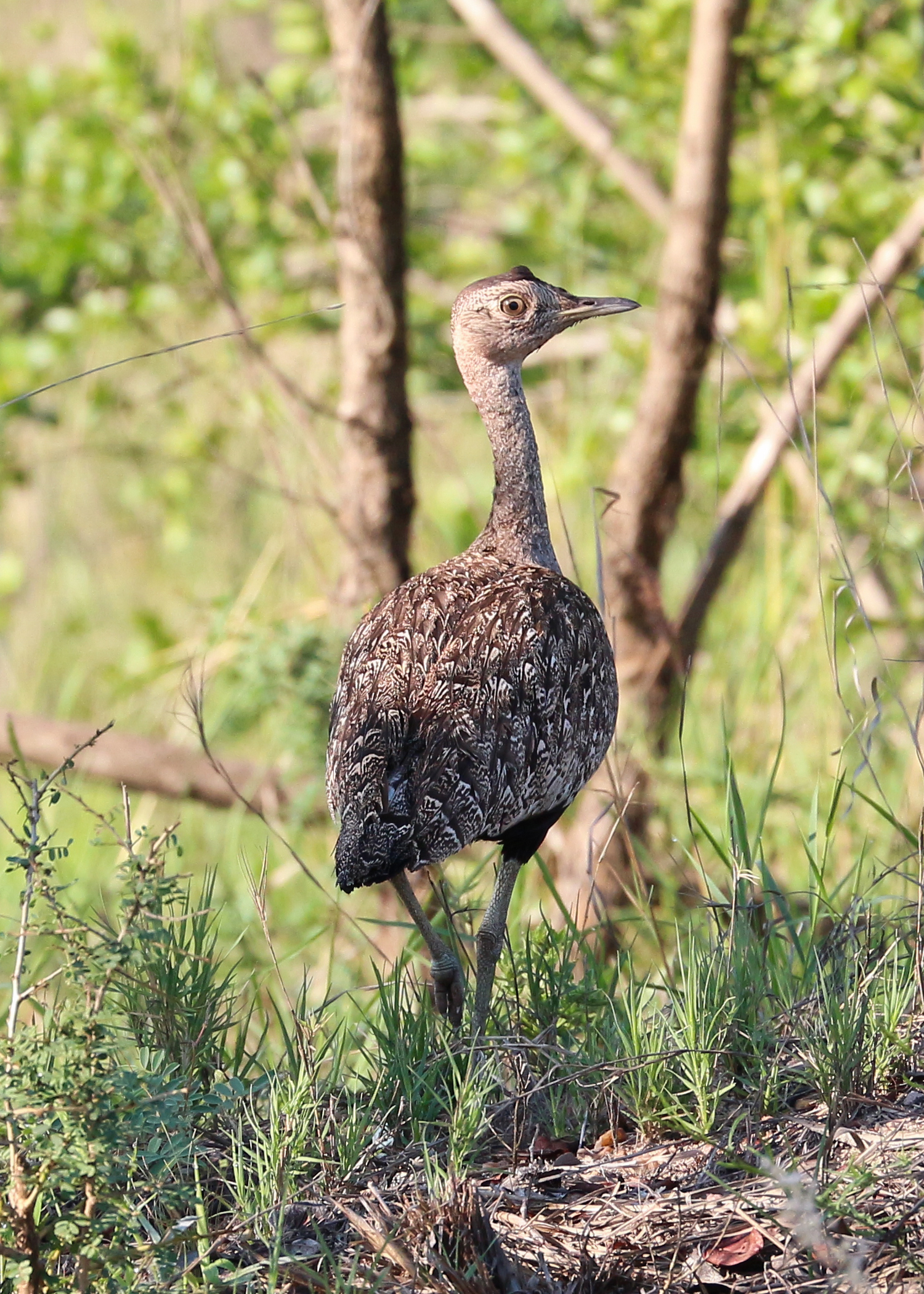
Lissotis melanogaster
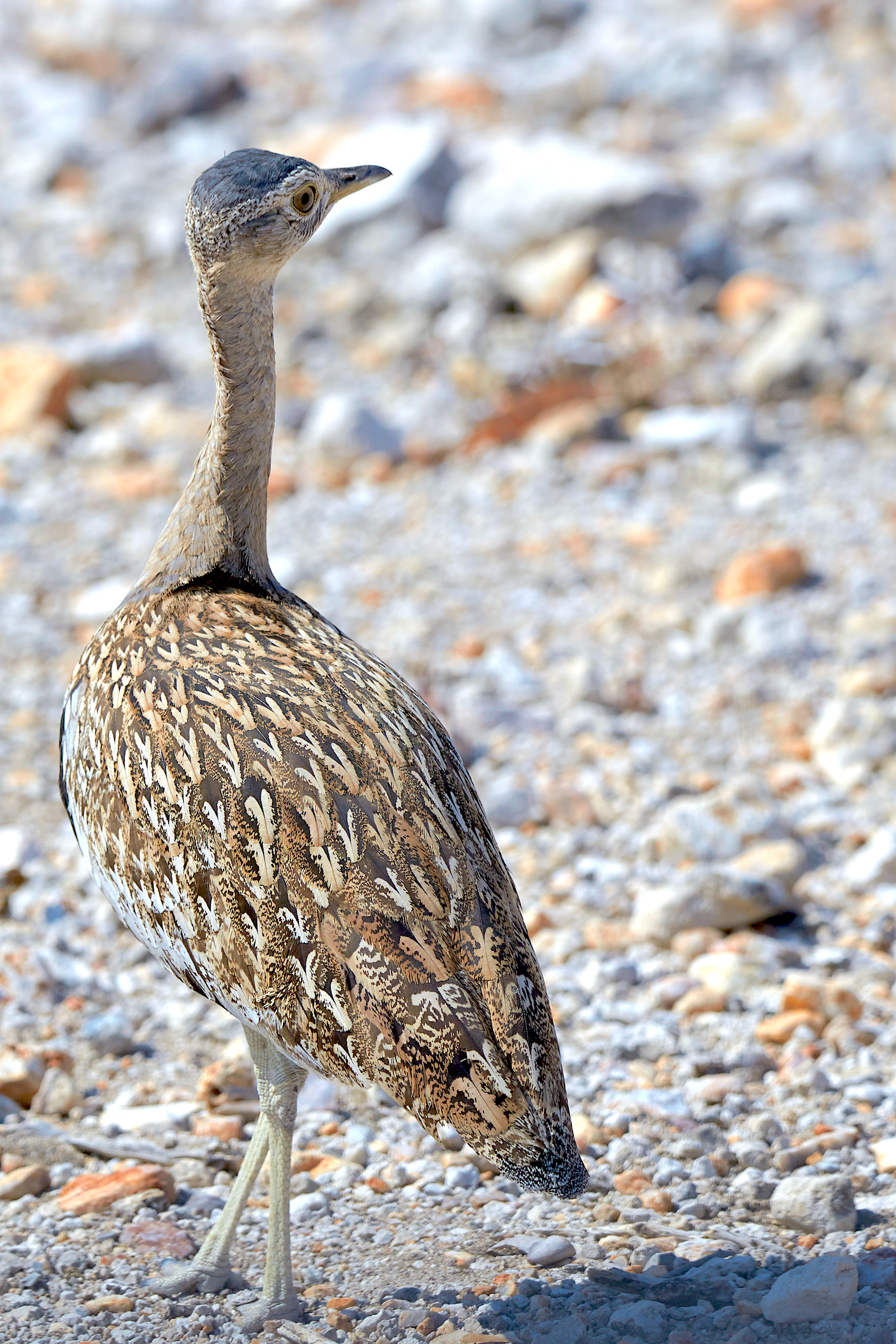
Lophotis ruficrista
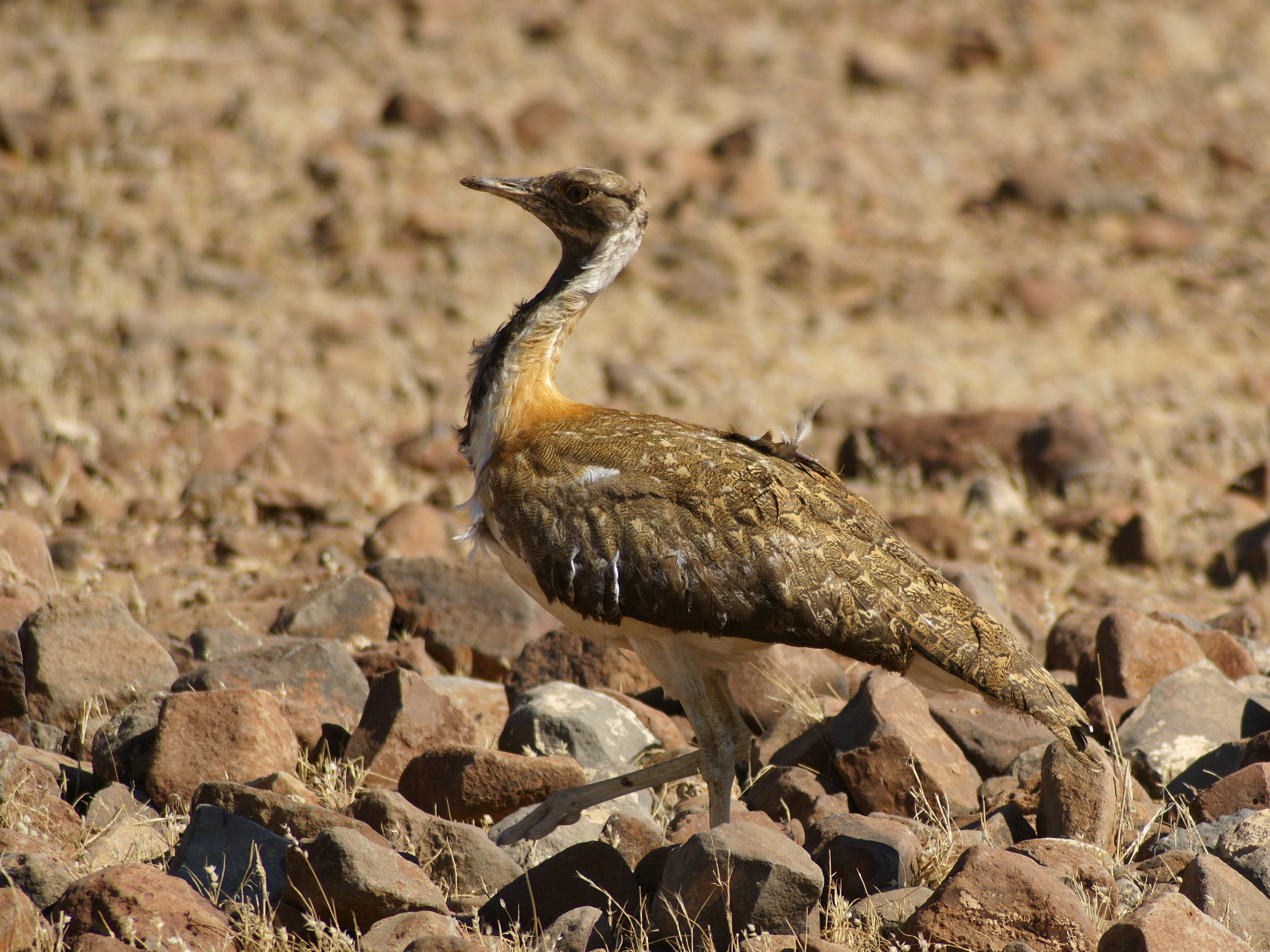
Neotis ludwigii
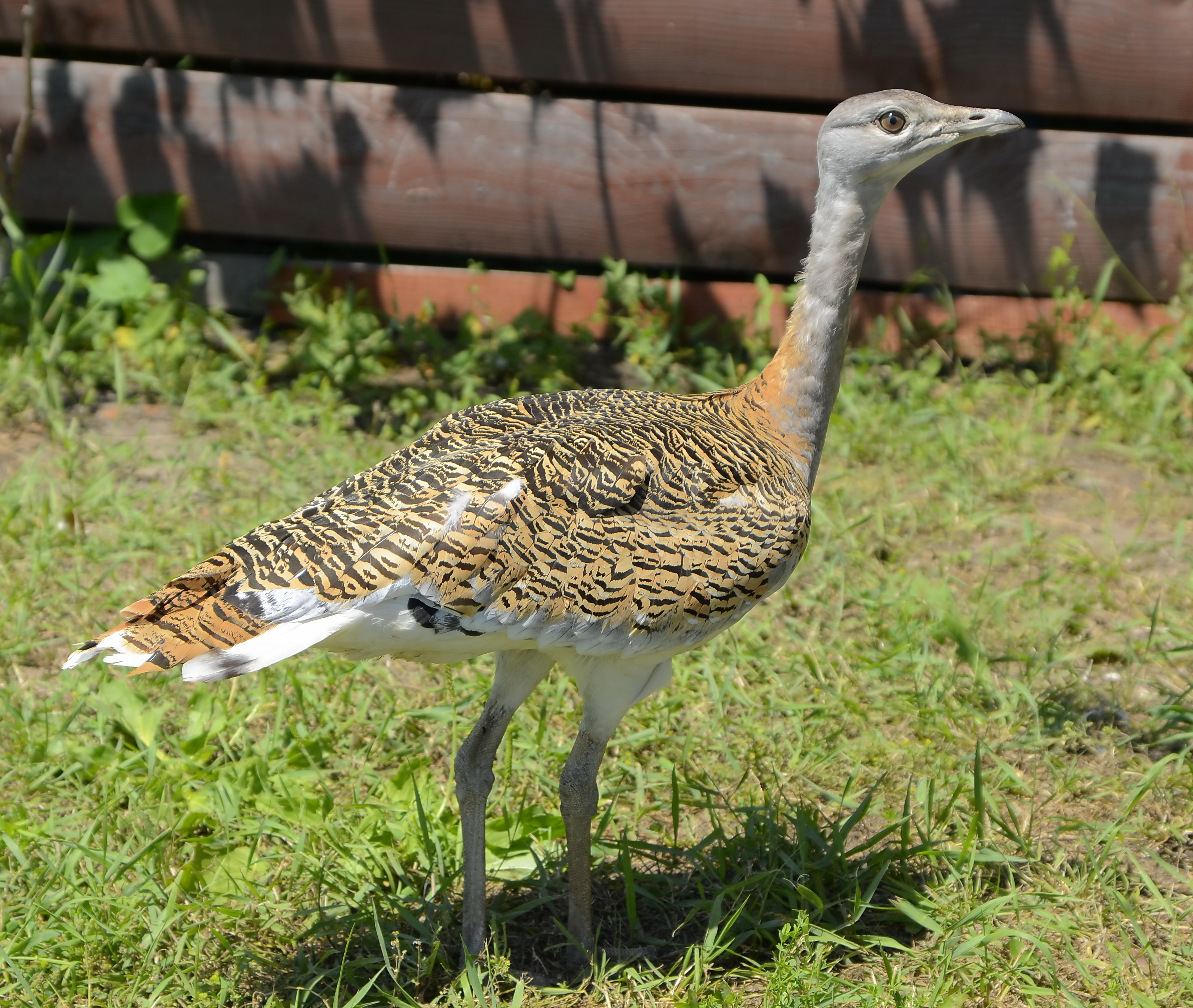
Otis tarda
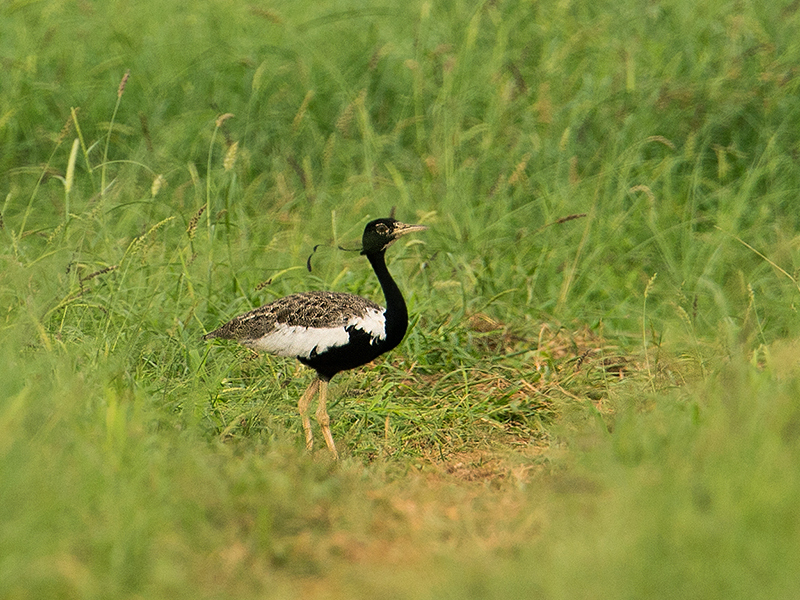
Sypheotides indicus
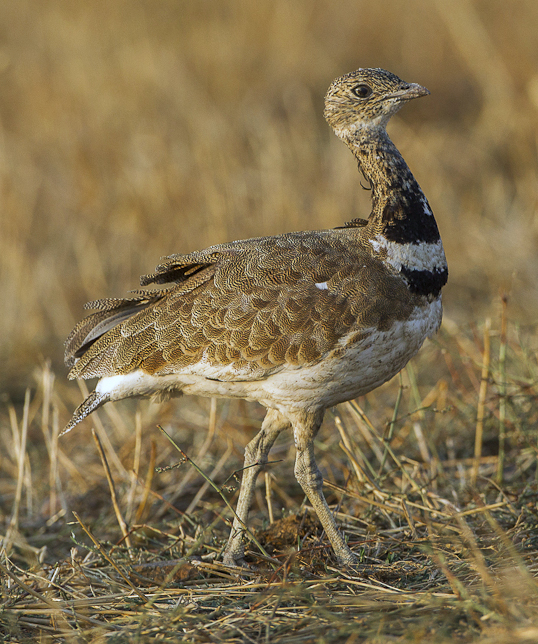
Tetrax tetrax